# Megara (stad)
Mégara (Grieks: Μέγαρα, met klemtoon op de -e-) is een Griekse stad (circa 21.000 inwoners) en fusiegemeente (dimos), gelegen aan de Golf van Egina, op 35 kilometer ten westen van Athene, in de regio Attica. Oorspronkelijk was Mégara bekend als Nisaia (Νίσαια / Nísaia), naar de legendarische eponieme koning Nisos.

## Geschiedenis

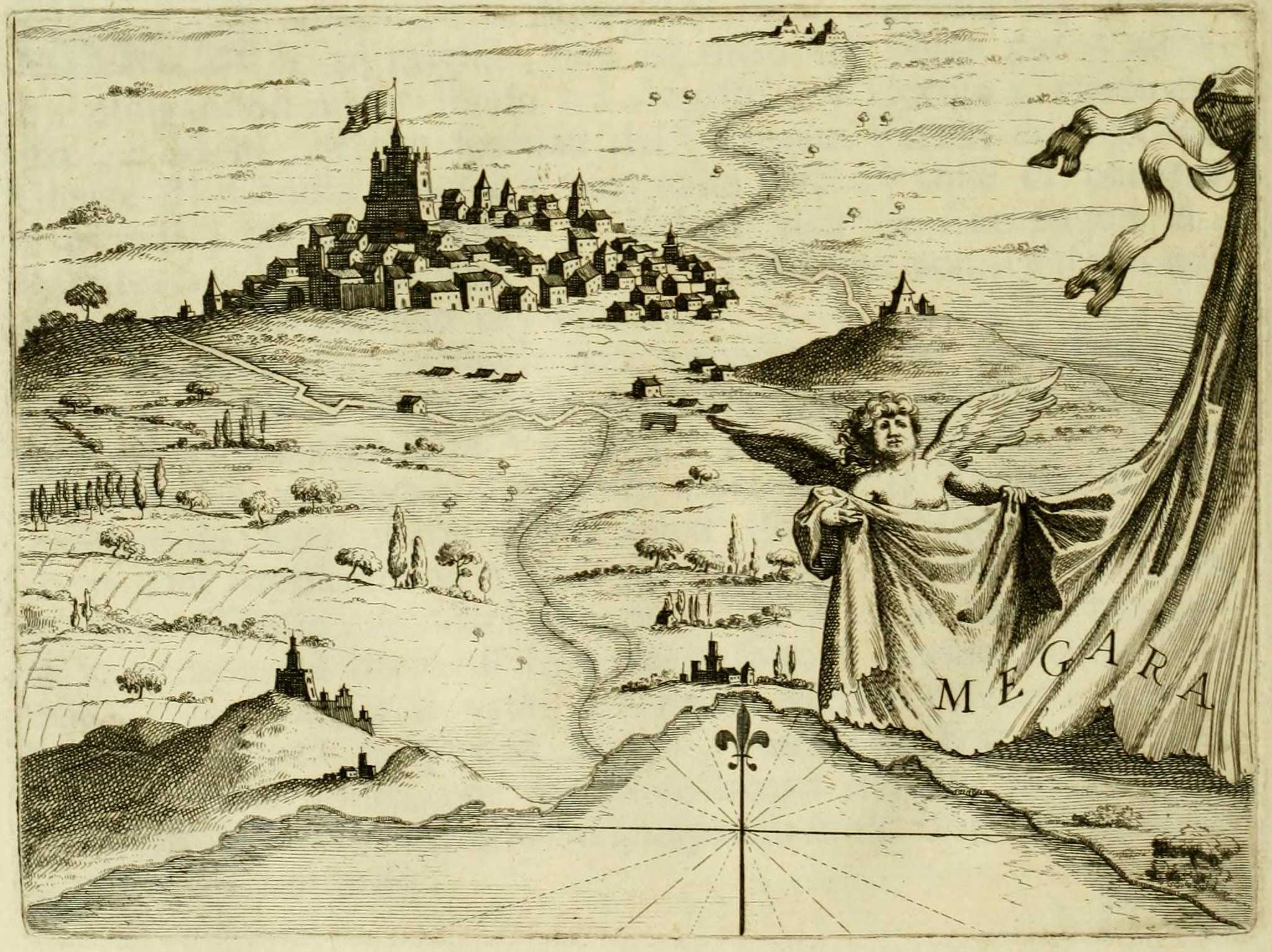
Verbeelding (1686) van Megara door Vincenzo Coronelli

Megara was reeds rond 1700 v.Chr. een Kretenzisch steunpunt in het Griekse vasteland. Na de inval van de Doriërs (circa 1000 v.Chr.) verwierf de stad in de 8e en 7e eeuw v.Chr. geleidelijk aan grote betekenis als onafhankelijke stadstaat. Vooral de tiran Theagenes breidde Megara uit (circa 640 v.Chr.) en wat er aan schamele sporen uit het verleden overblijft dateert grotendeels uit deze periode.
Van hieruit werden enkele belangrijke en invloedrijke kolonies gesticht, zoals Megara Hyblaea en Selinous op Sicilië, en Chalkedon in Klein-Azië. Maar de meest beroemde kolonie van Megara is wel Byzantion, dat in 658 v.Chr. werd gesticht door een groepje Megariërs onder leiding van een zekere Byzas, aan wie de kolonie haar naam te danken heeft. Byzantion werd later door keizer Constantijn uitgekozen als nieuwe hoofdstad van het Oost-Romeinse Rijk en kreeg de naam Constantinópolis. Sinds de verovering door de Turken in 1453 leeft Byzantion verder als Istanboel. Zij gaf haar naam aan een hele beschaving, de "Byzantijnse beschaving".
In de klassieke tijd lag Megara herhaaldelijk overhoop met het opkomende Athene, vooral om het bezit van het eiland Salamís, tot Athene uiteindelijk het overwicht kreeg. Sinds de Peloponnesische Oorlog, die Megara veel schade heeft toegebracht, speelde de stad nauwelijks nog een rol.
In Megara werd de hooghartige, aristocratische dichter Theognis geboren ca. 500 v.Chr., evenals Socrates’ leerling Euclides (niet de wiskundige), die in Megara ca. 400 v.Chr. een eigen filosofenschool stichtte. Ook de architect Eupalinus was van Megara afkomstig.
Na de dood van Socrates werd zijn leerling Plato korte tijd verbannen naar Megara.

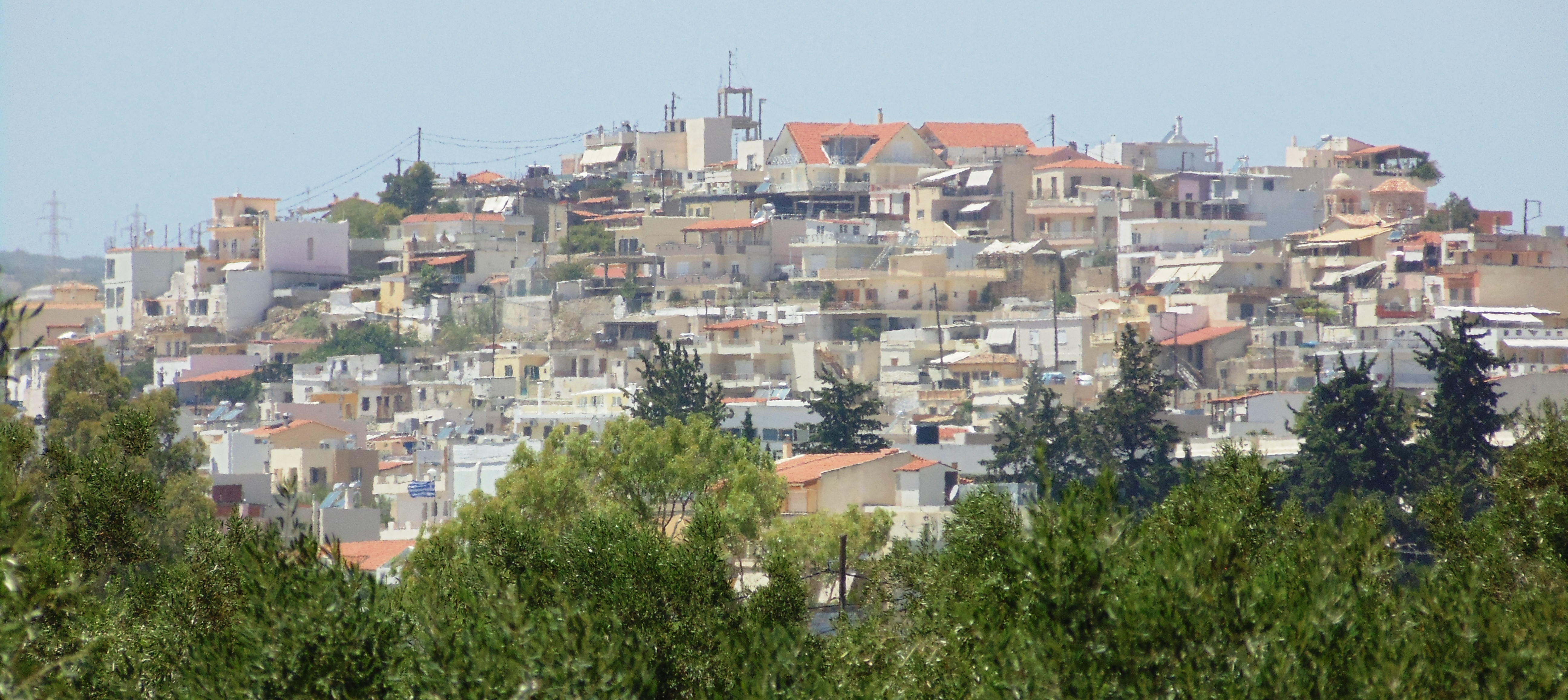
Zicht op de stad Megara (2017)